# Betty Astor
Betty Astor (21 de abril de 1905 – Berlim, 1972) foi uma atriz alemã que atuou nos filmes mudos entre 1925 e 1933.

## Filmografia selecionada
- 1925: Vorderhaus und Hinterhaus
- 1926: Wie bleibe ich jung und schön - Ehegeheimnisse
- 1926: Dürfen wir schweigen?
- 1930: O alte Burschenherrlichkeit
- 1930: Gigolo
- 1931: Schützenfest in Schilda
- 1933: Das Gesicht der Straße